# Дарвіністична більярдна
«Дарвіністична більярдна» (англ. Darwinian Pool Room) — науково-фантастичне оповідання американського письменника Айзека Азімова, вперше опубліковане у листопаді 1950 журналом Galaxy Science Fiction. Увійшло до збірки «Купуємо Юпітер та інші історії» (1975).

## Сюжет
Під час обіду група вчених дискутувала щодо еволюції та зникнення форм життя на Землі, в тому числі динозаврів. Один з них приходить до висновку про те, що сучасна цивілізація можливо теж добігає кінця, і ніхто не може сказати, що або хто буде далі, і чи є це частиною божественного задуму. Крім того, він сильно натякає, що створенням ядерної зброї та роботів, людство створило свою власну загибель і наступників.